# أس دي.كيه أف زي. 251
 The Sd.Kfz. 251 ( Sonderkraftfahrzeug 251 ) مركبة نصف مجنزرة كانت مركبة قتال مدرعة ألمانية في الحرب العالمية الثانية صممتها شركة هانوماغ، استنادًا إلى أس دي.كيه أف زي. 11 السابق غير المدرعة.. تم تصميم 251 لنقل المشاة الآلية الألمانية بانزرجرينادير في المعركة.كانت أكثر المركبات النصف مجنزرة الألمانية إنتاجًا على نطاق واسع، بما لا يقل عن 15،252 مركبة ونماذج أنتجتها سبعة شركات تصنيع. تشير بعض المصادر إلى أن SDKKZ. يشار إلى 251 بشكل شائع ببساطة باسم " Hanomags" من قبل كل من الجنود الألمان والحلفاء على اسم الشركة المصنعة للسيارة.    أشار إليها الضباط الألمان باسم SPW (Schützenpanzerwagen ، أو عربة المشاة المدرعة) في أوامرهم اليومية ومذكراتهم.

## التصميم
كانت هناك أربعة تعديلات نموذجية رئيسية (Ausführung A حتى D)، والتي شكلت الأساس لما لا يقل عن 22 نموذجا.  كانت الفكرة الأولية لمركبة يمكن استخدامها لنقل فرقة واحدة مكونة من 10 مدافع بانزرجرينادير إلى ساحة المعركة محمية من نيران الأسلحة الصغيرة للعدو، ومع بعض الحماية من نيران المدفعية. بالإضافة إلى ذلك، سمح التركيب القياسي لمدفع رشاش م جي-34 أو إم جي-42 واحد على الأقل للمركبة بتوفير نيران لمجموعة المدفعية أثناء تفكيكها وفي القتال.

## استعمال
تم إصدار نماذج الإنتاج المبكرة لهذه السيارة للفرقة المدرعة الأولى في عام 1939.